# 釣りキチ三平
『釣りキチ三平』（つりキチさんぺい）は、矢口高雄による日本の漫画。また、それを原作としたアニメ作品。1973年から10年間、『週刊少年マガジン』（講談社）に連載され、当時の看板作品のひとつであると共に、自然派漫画の代表的存在であった。『週刊少年マガジン』では長編を、『月刊少年マガジン』（講談社）では短編を同時連載していた。続編や単発の読み切り作品もたびたび発表されている。2020年10月時点で単行本の累計発行部数は5000万部を記録している。
矢口高雄1人による描き下ろし『パーソナルマガジン』の看板作品として『平成版・釣りキチ三平』が連載されていた。
2009年3月20日に、東映配給、滝田洋二郎監督による実写映画が日本で公開された（後述）。

## 概要
魚釣りが大好きな「釣りキチ」少年三平が、日本中、世界中のさまざまな魚釣りに挑戦する釣り漫画である。矢口高雄の代表作となっている。韓国、台湾、イタリアでも出版され、特にイタリア語ではオリジナルソングも作られた。現地のタイトル名は「SAMPEI」。
「伝説の魚」「幻の怪魚」も登場するが、作者自身が幼少のころからの釣り好きであるため、現実に存在し、作品に登場する魚についてはほとんど全てを実際に作者自身が釣っており、写実的な釣りの描写に特徴がある。同様に作中に登場する釣りスポットの多くは実在するが、一部は架空の場所の場合もある。
川釣りでは昔ながらのヘラブナ釣り、渓流釣り、作品では日本で珍しかった西洋式フライ・フィッシングなど、海釣りでは磯釣りからブルーマーリンまであらゆるものを釣り上げる。時には海外まで出張し、初挑戦の三平がその釣りを体験していくのに合わせて技術的な説明が随所に加えられるため、釣りの疑似体験、あるいは入門書としても通用する。さらに、釣りに関する話題のみならず、漁（投網やガッチン漁、ドン突き漁など）や狩猟、自然環境問題がテーマとなる回もある。
『釣りキチ』という題名の中にある「キチ」という言葉が、きちがいを短くしたものという意味もあり、現在では差別用語・放送禁止用語とされている傾向から、一時期言葉狩りの対象となった。
主人公の名前「三平三平」は、姓の三平は大毎オリオンズの三平晴樹、名の三平は漫画家の白土三平から、「魚紳」の名前は銀行員時代に作者が知り合った釣り雑誌のライターでもある釣り師「加藤魚紳」から取っている。
パーソナルマガジン『釣りキチ三平<平成版>vol.1』収録の談話記事によると昭和時代の『三平』を終わらせた理由として「他のテーマの漫画を描いておきたい」ということで「封印」したとのこと。終了後もファンからのアンコールが多く、2000年の「漫画家生活30周年パーティー」の際に祝福として受けた、「もう一度“三平くん”に会いたいネ…!!」との多くの言葉に、描くまいと意地を張っていた心を揺り動かされた作者は『平成版・釣りキチ三平』として再始動させている。ただし、成長した三平のその後が見たいとの声に対しては「サラリーマンにでもなって、誰かと結婚し、仕事と家庭の狭間で揺れながら釣りをする三平クンを見たいですか‥‥?」として、平成版でも三平は昭和版同様の少年としてそのまま登場している。

## 登場人物

### 主要登場人物
三平 三平（みひら さんぺい）
本作の主人公。3月3日生まれ。11歳（時により9 - 15歳前後として描いているとのこと）。大きな麦わら帽子がトレードマーク。印象的な東北弁で喋り、素朴で明るい性格の少年。だが、釣りのこととなると目つきが変わる何よりも釣りが大好きな「釣りキチ」の少年。自然の残る秋田の山間の村に住み、あちこち出かけてはさまざまな釣りに挑戦する。経験こそまだ乏しいものの、釣りに関しては一流のセンスを発揮し、周囲の大人からも一目置かれている。時に幻の魚や、伝説の主（ぬし）と呼ばれる大魚などにも挑戦し、困難な問題には工夫をこらして対処し釣り上げてしまう。作中、さまざまなライバルや仲間にも出会いながら人間的にも成長していく。
祖父の三平一平との2人暮らし。両親や兄弟の記憶がほとんどない三平にとって魚紳は父とも兄とも慕う存在であり、突き放された時には思わず崩れ落ちるほどのショックを受けている。また、祖父の死後、決して人前で泣かなかった三平がその姿を見てこらえきれずに泣き出してしまったことを考えると、精神的にかなり魚紳に依存するところがあったと窺える。家族がいないことは、三平にとってかなりのコンプレックスとなっているようで、父親のついているライバルに負けまいとするあまり、釣りの途中で自分を見失ったこともあるほどである。
学校に通っている描写がないことをよく世間のネタにされるが（作者曰く「三平の授業風景を描いても面白くないから」とのこと）、昭和版の最終話で中学時のテスト答案が公開され、数学と理科といった理系科目が得意であったことが明らかにされている。
姓と名で「三平」が繰り返されているが、これは矢口高雄の本名「高橋高雄」に由来する。
三平 一平（みひら いっぺい）
三平の祖父。釣りの技術は一級品で、三平の釣りの師でもあり、両親のいない三平の親代わりでもある。和竿職人としても名が知られており、その手によって作られた竿は「一平竿」と呼ばれ、多くの釣り人の間で有名だった。もっとも本人は実用を離れたブランドとしての竿には興味はなく、「床の間に飾れる竿を作れ」と注文された際には怒鳴って追い返したこともある（第2章 『カルデラの青鮒』）。自分の仕事のこだわりとは別に、当時日本では珍しかったルアーやフライフィッシング、グラスファイバーの竿などは否定することなく素直に認めている。
不幸な事故によって孫と嫁（三平の兄と母）を亡くし、悲しみにくれて一時は彼らの命を奪った溜池を埋めようとまで考える。しかし、その溜池は同時に村人の生活を支えていること、池を埋めたところで2人の命が返ってくるわけではないことに気づき、三平を水を恐がらない強い子に育てようと誓う。この決意が、後の天才釣りキチ少年を誕生させるきっかけとなる。
連載の最終章で、手製の竿を手にしたままの姿で老衰死を迎える。77歳の初冬のことである。故人を慕っていた村人たちによってその葬儀は盛大に行われ、出棺の際には釣り仲間たちの釣竿の林の中で見送られる。
作者の祖父が気難しい人であったため、それとは逆に温厚で誰からも尊敬される作者の理想的老人として描かれていた。一方で、三平を思うがあまり、危害を及ぼそうとした人間に竿を向け、針をかけてでも守ろうとする激しい一面を見せたこともある。
鮎川 魚紳（あゆかわ ぎょしん）
釣り大会が行われた三日月湖で出会った釣り師。「風来坊釣り師」として名を馳せている。大会の後、同じ三日月湖で三日月湖の主釣りで競うも、三平が勝利を収める。その後、再会してからは日本国内外で何度となく行動を共にし、三平から兄と慕われるほどの仲となる。
フェンシングではオリンピックに出場できるほどであり、基本的にスポーツ万能。頭脳も優秀で弁護士の資格も持っている。常にサングラスをかけているが、それは少年時に父の釣りに同行した際の事故で右目を失明したため。右頬の傷もその時のものである。鮎川財閥の御曹司であるが、父に失明に対する気遣いをさせまいと早くに家を出た。イシダイ編にて故郷に帰還した際に両親と再会し、わだかまりは解消されたようである。
三平の能力を高く評価し、親身に接するが、キャスティングの技に夢中になるあまり、その危険性を無視した時など人として好ましくない行動を取った時には厳しく叱り、突き放すこともしている。三平の釣りの技はのびのびと、ありのままに育てるべきと考えており、必要以上にテクニックを教えることもないほか、他者からの指導の要請を断ることもある。
「祈願 日本一周釣行脚」と書かれたフィッシングベストを愛用していたが、物語最終章で全国釣りキチ同盟が開催されたことで祈願達成、その後は着用しなくなった。自家用車は、昭和版では三菱・ギャランΣ、平成版ではスバル・フォレスター（矢口作品だけで構成されている雑誌・個人雑誌の裏表紙にはスバル・フォレスターの広告が入っている）。「実戦」での釣技にこそ価値があると考え、実際に魚を釣るわけではないキャスティング大会などを「ママゴト遊び」と軽蔑している。
昭和版の最終話にて、三平の父親が記憶を取り戻して戻ってくるまで祖父・一平の代わりに三平と共に暮らすことを決意する。その際に、三平とともに三日月湖で出会った女性・愛子に求婚し、婚約する。平成版でも結婚はしておらず、愛子とは婚約状態である。
登場当初は体格が良くやさぐれた風来坊の様相で、釣りの合間にウイスキーをラッパ飲みする人物であったが、女子中学生や高校生からのファンレターが多く来たことから、10巻以降はスリムな風貌かつ極めて紳士的なふるまいを心掛けるようになる。
スピンオフ作品『バーサス魚紳さん!』の直前企画インタビューにおいて、作者が銀行勤務時代に電車内で知り合ったヘラブナ釣り師の中年男性がモデルであると明らかにした。
高山 ユリ（たかやま ユリ）
三平の隣に住んでいる2つ年上の少女。姉弟のように育った幼馴染であり、毎度の喧嘩友達でもある。三平はユリッペ、ユリは三平をサンちゃんと呼んでいる。父は安蔵。母はタカ。直情的で気分屋。互いを憎からず想っているが、自覚はしていない様子。作中でヌードシーンを披露したこともある。釣りの腕は大したことはないが、運よく大会で優勝したこともある。
加瀬 正治（かせ まさはる）
三平を釣りのみならず「人生の師匠」と仰ぐ少年。講談社コミックス版31巻『カラクサイワナの巻』より登場。物語に賑やかさを添える。年齢は5歳程度という設定だが、なにかと背伸びをしたがる。祖父は近所でも知られた投網の名手だった。ストーリーの進行に伴い、三平が少年ながら釣りの知識や技術について泰斗になっていくため、読者に代わって、釣りや魚の未知の知識を三平らに問い、学ぶ役どころを務める。

### その他登場人物
三平 平（みひら たいら）
三平の父。遠洋漁業の漁師をしていたが、操業中の事故で記憶喪失になって行方不明となった。日本を始め、世界を放浪して釣りをしていたようである。一平から両親のいない三平の生い立ちを聞いた魚紳は、三平に内緒で父親探しをしている。魚紳が三平を連れて各地に釣り旅行に行っていたのは、実は平を探す目的もあった。魚紳は各地で会った釣り人や漁師が、平に多大な影響を受けていると口々に聞かされる。物語の最終章の直前（「第19章 呪い浮子」）、三平は初めて会ったというのに意気投合し、釣りに興じる。その時は高山安蔵と名乗るが、それは平の幼馴染みであるユリの父親の名前だと三平らは後で気づく。居場所の目星がついたところで最終回となった。なお、妻（＝三平の母親）は三平を出産した直後に死亡している。
高山 安蔵
ユリの父親で平とは同い年で竹馬の友。
釣りについては下手の横好きといったところで、ユリに馬鹿にされることもしばしば。一平の死後は、一平が会長を務めた鮎の友釣りクラブ「一平クラブ」の会長（代行）となる。
愛子（あいこ）
三平と魚紳が初めて会った三日月湖に居合わせた娘。三日月湖での三平と魚紳との釣り勝負では、三平の協力者となる。その後、作中には登場していないが三平宅には自家用車でよく面倒を見に来ていたようである。最終章で再登場し、三日月湖以来、魚紳と文通など交際をしており、プロポーズされていたことが明らかとなる。平成版では割烹着でミニクーパーを乗りこなす姿が見られる。
三平 一（みひら はじめ）
三平の兄。水を極度に恐れ、3歳の時に農業用水池で溺死した。これが三平を水に親しむ子供に育てることを一平に決意させた。
三平の母
一を失ったショックから産気づき、月たらずの三平を産んでそのまま息絶えてしまった。物語の最終章で亡くなった一平が墓地へ埋葬される際、土葬された三平の母の棺桶を間違って掘り当ててしまい、図らずも三平は母の遺骨と対面することとなる。
矢口高雄
作中では原稿を執筆する作者本人がしばしば登場し、作品内容についてコメントする。作中で扱う釣りを詳しく解説するときは、ページに「矢口釣りコーナー」が設けられることもある。登場の際には「世紀のハンサムボーイ矢口高雄」と自称するのがお約束。連載初期は、少年マガジン担当編集者「Y記者」とのやりとりも名物となった。

## スピンオフ
立沢克美の作画による『バーサス魚紳さん! 〜釣りキチ三平外伝〜』が、『イブニング』（講談社）2018年10号から2020年15号まで連載された。本編より数年後（舞台設定はスマホやドローンが登場するので執筆時の現代）、三平との同居を終えて実家の企業AYUKAWAの顧問弁護士として多忙な日々を送る鮎川魚紳と、彼に「バーサス魚紳さん!」と銘打った釣り対決の企画を持ちかける釣り雑誌『月刊アングラー』の新人編集者・川嶋大吾を主人公とするスピンオフ作品である。魚紳の対戦相手として、実在の釣り名人が登場している。最終話のラストは、成長した三平が登場して魚紳と釣り対決を行うシーンで締めくくられている。

## 書誌情報

### 単行本
- 矢口高雄 『釣りキチ三平』 講談社〈講談社コミックス〉、全65巻

  1. 1974年2月18日発売[7]、ISBN 4-06-109229-4
  2. 1974年2月18日発売[8]、ISBN 4-06-109230-8
  3. 1974年5月10日発売[9]、ISBN 4-06-109249-9
  4. 1974年9月12日発売[10]、ISBN 4-06-109268-5
  5. 1974年10月29日発売[11]、ISBN 4-06-109272-3
  6. 1975年3月10日発売[12]、ISBN 4-06-109291-X
  7. 1975年3月17日発売[13]、ISBN 4-06-109292-8
  8. 1975年6月24日発売[14]、ISBN 4-06-109302-9
  9. 1975年9月10日発売[15]、ISBN 4-06-109324-X
  10. 1975年12月19日発売[16]、ISBN 4-06-109343-6
  11. 1976年1月27日発売[17]、ISBN 4-06-109350-9
  12. 1976年4月19日発売[18]、ISBN 4-06-109364-9
  13. 1976年6月29日発売[19]、ISBN 4-06-109379-7
  14. 1976年9月29日発売[20]、ISBN 4-06-109400-9
  15. 1976年9月29日発売[21]、ISBN 4-06-109401-7
  16. 1976年11月30日発売[22]、ISBN 4-06-109416-5
  17. 1977年1月12日発売[23]、ISBN 4-06-109419-X
  18. 1977年5月30日発売[24]、ISBN 4-06-109441-6
  19. 1977年6月29日発売[25]、ISBN 4-06-109455-6
  20. 1977年8月17日発売[26]、ISBN 4-06-109464-5
  21. 1977年11月14日発売[27]、ISBN 4-06-109465-3
  22. 1977年12月16日発売[28]、ISBN 4-06-109469-6
  23. 1978年1月24日発売[29]、ISBN 4-06-109486-6
  24. 1978年2月24日発売[30]、ISBN 4-06-109487-4
  25. 1978年3月28日発売[31]、ISBN 4-06-109488-2
  26. 1978年5月24日発売[32]、ISBN 4-06-173505-5
  27. 1978年6月19日発売[33]、ISBN 4-06-172510-6
  28. 1978年8月17日発売[34]、ISBN 4-06-172517-3
  29. 1978年10月23日発売[35]、ISBN 4-06-172529-7
  30. 1978年12月19日発売[36]、ISBN 4-06-172550-5
  31. 1979年1月23日発売[37]、ISBN 4-06-173520-9
  32. 1979年2月21日発売[38]、ISBN 4-06-173522-5
  33. 1979年3月22日発売[39]、ISBN 4-06-172570-X
  34. 1979年5月23日発売[40]、ISBN 4-06-172580-7
  35. 1979年7月23日発売[41]、ISBN 4-06-172596-3
  36. 1979年8月1日発売[42]、ISBN 4-06-173534-9
  37. 1979年9月18日発売[43]、ISBN 4-06-172616-1
  38. 1979年11月16日発売[44]、ISBN 4-06-172632-3
  39. 1980年2月18日発売[45]、ISBN 4-06-172640-4
  40. 1980年5月15日発売[46]、ISBN 4-06-172666-8
  41. 1980年8月18日発売[47]、ISBN 4-06-172681-1
  42. 1980年9月17日発売[48]、ISBN 4-06-172686-2
  43. 1980年10月16日発売[49]、ISBN 4-06-173552-7
  44. 1980年11月18日発売[50]、ISBN 4-06-173554-3
  45. 1980年12月15日発売[51]、ISBN 4-06-173558-6
  46. 1981年1月16日発売[52]、ISBN 4-06-172716-8
  47. 1981年2月18日発売[53]、ISBN 4-06-172724-9
  48. 1981年3月16日発売[54]、ISBN 4-06-172732-X
  49. 1981年4月15日発売[55]、ISBN 4-06-173565-9
  50. 1981年6月17日発売[56]、ISBN 4-06-173569-1
  51. 1981年7月17日発売[57]、ISBN 4-06-172758-3
  52. 1981年8月17日発売[58]、ISBN 4-06-172767-2
  53. 1981年10月14日発売[59]、ISBN 4-06-172782-6
  54. 1981年12月16日発売[60]、ISBN 4-06-172798-2
  55. 1981年12月15日発売[61]、ISBN 4-06-173581-0
  56. 1982年3月16日発売[62]、ISBN 4-06-173583-7
  57. 1982年4月15日発売[63]、ISBN 4-06-172825-3
  58. 1982年5月17日発売[64]、ISBN 4-06-172826-1
  59. 1982年7月15日発売[65]、ISBN 4-06-172845-8
  60. 1982年7月16日発売[66]、ISBN 4-06-173590-X
  61. 1982年12月14日発売[67]、ISBN 4-06-172871-7
  62. 1983年1月18日発売[68]、ISBN 4-06-172873-3
  63. 1983年2月17日発売[69]、ISBN 4-06-173602-7
  64. 1983年4月15日発売[70]、ISBN 4-06-172890-3
  65. 1983年5月16日発売[71]、ISBN 4-06-172897-0
- 矢口高雄 『釣りキチ三平 番外編』 講談社〈講談社コミックス月刊マガジン〉、全2巻
  1. 1983年6月15日発売[72]、ISBN 4-06-173612-4
  2. 1983年11月16日発売[73]、ISBN 4-06-173620-5
- 矢口高雄 『釣りキチ三平 平成版』 講談社〈KCデラックス〉、全12巻
  1. 「地底湖のキノシリマス」2002年4月15日発売[74]、ISBN 4-06-334533-5
  2. 「天狗森の巨大魚」2002年5月15日発売[75]、ISBN 4-06-334544-0
  3. 「鮎の夏2002」2002年10月15日発売[76]、ISBN 4-06-334618-8
  4. 「赤沢堤の主」2003年7月16日発売[77]、ISBN 4-06-334749-4
  5. 「三平inカムチャツカ ワヒール川編」2005年1月15日発売[78]、ISBN 4-06-334960-8
  6. 「三平inカムチャツカ ビストラヤ川編」2005年3月10日発売[79]、ISBN 4-06-334975-6
  7. 「三平inカムチャツカ エッソ　ビストラヤ川編」2005年5月11日発売[80]、ISBN 4-06-372022-5
  8. 「三平inカムチャツカ ミーシャ編」2005年11月16日発売[81]、ISBN 4-06-372095-0
  9. 「三平inカムチャツカ カヒの秘密編」2007年10月17日発売[82]、ISBN 4-06-372367-4
  10. 「三平inカムチャツカ リコルド編」2009年1月16日発売[83]、ISBN 4-06-375635-1
  11. 「三平inカムチャツカ ワシリの滝編」2010年4月16日発売[84]、ISBN 4-06-375904-0
  12. 「御座の石 / 能登のタコすかし」2010年5月17日発売[85]、ISBN 4-06-375921-0
- 矢口高雄（原作） / 立沢克美（作画） 『バーサス魚紳さん！』 講談社〈イブニングKC / プレミアムKC[注 6]〉、全7巻
  1. 2018年11月22日発売[86]、ISBN 978-4-06-513117-6
    - 特装版（同日発売[87]）、ISBN 978-4-06-514244-8

  2. 2019年2月22日発売[88]、ISBN 978-4-06-514526-5
  3. 2019年5月23日発売[89]、ISBN 978-4-06-516175-3
  4. 2019年9月19日発売[90]、ISBN 978-4-06-517349-7
  5. 2019年12月23日発売[91]、ISBN 978-4-06-518014-3
  6. 2020年4月23日発売[92]、ISBN 978-4-06-518924-5
  7. 2020年8月20日発売[93]、ISBN 978-4-06-520488-7

### 単行本（再録）
- 矢口高雄 『釣りキチ三平』 講談社〈KCスペシャル〉、全39巻

  1. 「アユ釣り編」1985年8月発行、ISBN 4-06-101157-X
  2. 「フナ釣り編」1985年8月発行、ISBN 4-06-101158-8
  3. 「イワナ釣り編」1985年9月発行、ISBN 4-06-101159-6
  4. 「コイ釣り編」1985年9月発行、ISBN 4-06-101160-X
  5. 「おもしろ釣り編」1985年10月発行、ISBN 4-06-101161-8
  6. 「ヤマメ釣り編」1985年10月発行、ISBN 4-06-101162-6
  7. 「謎の魚釣り編 I」1985年11月発行、ISBN 4-06-101163-4
  8. 「謎の魚釣り編 II」1985年11月発行、ISBN 4-06-101164-2
  9. 「イシダイ釣り編」1985年12月発行、ISBN 4-06-101165-0
  10. 「コイ釣り編 II」1985年12月発行、ISBN 4-06-101166-9
  11. 「ニジマス釣り編」1986年1月発行、ISBN 4-06-101183-9
  12. 「ライギョ釣り編」1986年1月発行、ISBN 4-06-101184-7
  13. 「イトウ釣り編 I」1986年3月発行、ISBN 4-06-101185-5
  14. 「イトウ釣り編 II」1986年3月発行、ISBN 4-06-101186-3
  15. 「イトウ釣り編 III」1986年4月発行、ISBN 4-06-101231-2
  16. 「おもしろ釣り編 II」1986年4月発行、ISBN 4-06-101232-0
  17. 「ムツゴロウ釣り編 I」1986年5月発行、ISBN 4-06-101233-9
  18. 「ムツゴロウ釣り編 II」1986年5月発行、ISBN 4-06-101234-7
  19. 「秘伝アユ釣り編 I」1986年6月発行、ISBN 4-06-101235-5
  20. 「秘伝アユ釣り編 II」1986年6月発行、ISBN 4-06-101236-3
  21. 「渓流釣り編」1986年7月発行、ISBN 4-06-101237-1
  22. 「アカメ釣り編」1986年7月発行、ISBN 4-06-101238-X
  23. 「フライ・フィッシング編 I」1986年8月発行、ISBN 4-06-101239-8
  24. 「フライ・フィッシング編 II」1986年8月発行、ISBN 4-06-101240-1
  25. 「怪魚釣り編」1986年11月発行、ISBN 4-06-101279-7
  26. 「サーモン・ダービー編 I」1986年11月発行、ISBN 4-06-101280-0
  27. 「サーモン・ダービー編 II」1986年12月発行、ISBN 4-06-101281-9
  28. 「サーモン・ダービー編 III」1986年12月発行、ISBN 4-06-101282-7
  29. 「マス釣り編 I」1987年1月発行、ISBN 4-06-101283-5
  30. 「マス釣り編 II」1987年1月発行、ISBN 4-06-101284-3
  31. 「ブルー・マーリン編 I」1987年2月発行、ISBN 4-06-101285-1
  32. 「ブルー・マーリン編 II」1987年2月発行、ISBN 4-06-101286-X
  33. 「ブルー・マーリン編 III」1987年3月発行、ISBN 4-06-101287-8
  34. 「キャスティング編 I」1987年3月発行、ISBN 4-06-101288-6
  35. 「キャスティング編 II」1987年4月発行、ISBN 4-06-101289-4
  36. 「ヘラブナ釣り編」1987年4月発行、ISBN 4-06-101324-6
  37. 「アユ釣り編 II」1987年5月発行、ISBN 4-06-101325-4
  38. 「釣犬ハチ公編」1993年1月発行、ISBN 4-06-305605-8
  39. 「釣りキチ同盟編」1993年2月発行、ISBN 4-06-305606-6
- 矢口高雄 『作者自選集 釣りキチ三平』 講談社、全10巻
  1. 1994年5月20日発売[94]、ISBN 4-06-313386-9
  2. 1994年6月20日発売[95]、ISBN 4-06-313387-7
  3. 1994年7月19日発売[96]、ISBN 4-06-313388-5
  4. 1994年8月19日発売[97]、ISBN 4-06-313389-3
  5. 1994年9月19日発売[98]、ISBN 4-06-313390-7
  6. 1994年12月12日発売[99]、ISBN 4-06-313391-5
  7. 1995年1月20日発売[100]、ISBN 4-06-313392-3
  8. 1995年2月20日発売[101]、ISBN 4-06-313393-1
  9. 1995年3月17日発売[102]、ISBN 4-06-313394-X
  10. 1995年4月19日発売[103]、ISBN 4-06-313395-8
- 矢口高雄 『釣りキチ三平』 講談社〈講談社プラチナコミックス〉、全47巻
  1. 「水のプリンセス」2006年4月12日発売[104]、ISBN 4-06-371713-5
  2. 「夜泣谷の怪物」2006年4月26日発売[105]、ISBN 4-06-371722-4
  3. 「三日月湖の野鯉 魚紳登場編」2006年5月10日発売[106]、ISBN 4-06-371736-4
  4. 「三日月湖の野鯉 巨鯉対決編」2006年5月24日発売[107]、ISBN 4-06-371744-5
  5. 「イワナ大移殖作戦」2006年6月14日発売[108]、ISBN 4-06-371753-4
  6. 「イトウの原野 湿原の風来坊編」2006年6月28日発売[109]、ISBN 4-06-371761-5
  7. 「イトウの原野 父の秘密編」2006年7月12日発売[110]、ISBN 4-06-371776-3
  8. 「イトウの原野 最強コンビ結成編」2006年7月26日発売[111]、ISBN 4-06-371784-4
  9. 「湖の殺し屋ブラックバス」2006年8月9日発売[112]、ISBN 4-06-371794-1
  10. 「カルデラの青鮒」2006年8月23日発売[113]、ISBN 4-06-371805-0
  11. 「三角瀞の主」2006年9月13日発売[114]、ISBN 4-06-371818-2
  12. 「RCフィッシング」2006年9月27日発売[115]、ISBN 4-06-371828-X
  13. 「茜屋流小鷹網 妙技・小鷹網編」2006年10月11日発売[116]、ISBN 4-06-371840-9
  14. 「茜屋流小鷹網 秘伝・火入れ漁編」2006年10月25日発売[117]、ISBN 4-06-371846-8
  15. 「竜神滝の竜」2006年11月8日発売[118]、ISBN 4-06-371860-3
  16. 「O池の滝太郎 幻の魚争奪戦編」2006年11月22日発売[119]、ISBN 4-06-371868-9
  17. 「O池の滝太郎 大自然の神秘編」2006年12月13日発売[120]、ISBN 4-06-371879-4
  18. 「ガッチンがん鉄」2007年1月5日発売[121]、ISBN 978-4-06-371901-7
  19. 「初釣り」2007年2月14日発売[122]、ISBN 978-4-06-371917-8
  20. 「毛バリ釣り編 毛バリの神サマ」2007年3月14日発売[123]、ISBN 978-4-06-371932-1
  21. 「イシダイ編 磯の王者」2007年4月11日発売[124]、ISBN 978-4-06-371944-4
  22. 「キャスティング大会編 シロギスの涙 シャークのジン編」2007年5月9日発売[125]、ISBN 978-4-06-371961-1
  23. 「キャスティング大会編 シロギスの涙 無名島の決戦編」2007年6月13日発売[126]、ISBN 978-4-06-371976-5
  24. 「ムツゴロウ編 有明海のムツゴロウ ツバメ返しの極意編」2007年7月11日発売[127]、ISBN 978-4-06-371988-8
  25. 「ムツゴロウ編 有明海のムツゴロウ 干潟のムツカケ対決編」2007年8月8日発売[128]、ISBN 978-4-06-374005-9
  26. 「キングサーモン編 カナダのサーモンダービー 天才少年 キング・サム編」2007年9月12日発売[129]、ISBN 978-4-06-374022-6
  27. 「キングサーモン編 カナダのサーモンダービー 幻の50ポンドオーバー編」2007年10月10日発売[130]、ISBN 978-4-06-374039-4
  28. 「ニジマス編 山上湖の舞姫 コバルトマス編」2007年11月14日発売[131]、ISBN 978-4-06-374060-8
  29. 「ニジマス編 山上湖の舞姫 デカバルト編」2007年12月12日発売[132]、ISBN 978-4-06-374082-0
  30. 「ブルーマーリン編 ハワイのブルーマーリン 南海のビッグファイト編」2008年1月16日発売[133]、ISBN 978-4-06-374102-5
  31. 「ブルーマーリン編 ハワイのブルーマーリン ファーストマーリン編」2008年2月13日発売[134]、ISBN 978-4-06-374130-8
  32. 「ブルーマーリン編 ハワイのブルーマーリン デビル・ソード編」2008年3月12日発売[135]、ISBN 978-4-06-374144-5
  33. 「蕪渡しの草魚 -珠玉短編集-」2008年4月9日発売[136]、ISBN 978-4-06-374162-9
  34. 「フライフィッシング編 ニンフの誘惑 アメリカからのコーチ編」2008年5月14日発売[137]、ISBN 978-4-06-374190-2
  35. 「フライフィッシング編 ニンフの誘惑 闇に咲く黄金編」2008年6月11日発売[138]、ISBN 978-4-06-374204-6
  36. 「鮎編 トモ釣り&コロガシ釣り編」2008年7月9日発売[139]、ISBN 978-4-06-374218-3
  37. 「四万十川のアカメ 潜水艦を釣り上げろ！！編」2008年8月12日発売[140]、ISBN 978-4-06-374243-5
  38. 「ヘラブナ編 呪い浮子」2008年9月10日発売[141]、ISBN 978-4-06-374261-9
  39. 「簗川流簗秘伝 珠玉短編集」2008年10月8日発売[142]、ISBN 978-4-06-374278-7
  40. 「お里鮒伝説 / 釣犬ハチ公 珠玉短編集」2008年11月12日発売[143]、ISBN 978-4-06-374303-6
  41. 「忙中閑あり / 角鷹フィッシング」2008年12月10日発売[144]、ISBN 978-4-06-374319-7
  42. 「双頭のイワナ 珠玉短編集」2009年1月14日発売[145]、ISBN 978-4-06-374336-4
  43. 「釣りキチ同盟」2009年2月10日発売[146]、ISBN 978-4-06-374352-4
  44. 「ふるさとの釣り 冬編」2011年12月28日発売[147]、ISBN 978-4-06-374981-6
  45. 「ふるさとの釣り 春編」2012年3月28日発売[148]、ISBN 978-4-06-375024-9
  46. 「ふるさとの釣り 夏編」2012年06月13日発売[149]、ISBN 978-4-06-375072-0
  47. 「ふるさとの釣り 秋編」2012年9月12日発売[150]、ISBN 978-4-06-377640-9
- 矢口高雄 『釣りキチ三平 平成版』 講談社〈講談社プラチナコミックス〉、全7巻
  1. 「クニマス発見！三平、幻の魚を追う！」2011年5月2日発売[151]、ISBN 978-4-06-374831-4
  2. 「鮎の夏がやってきた！」2011年6月1日発売[152]、ISBN 978-4-06-374849-9
  3. 「カムチャッカの大河編」	2012年12月12日発売[153]、ISBN 978-4-06-377709-3
  4. 「カムチャツカの釣り名人編」2013年1月9日発売[154]、ISBN 978-4-06-377723-9
  5. 「カムチャツカの谷地坊主編」2013年2月13日発売[155]、ISBN 978-4-06-377745-1
  6. 「カムチャツカの新種イワナ編」2013年3月13日発売[156]、ISBN 978-4-06-377762-8
  7. 「御座の石 / 能登のタコすかし」2013年4月10日発売[157]、ISBN 978-4-06-377773-4
- 矢口高雄 『釣りキチ三平 作者自選傑作集』 講談社〈KCデラックス〉、全3巻
  1. 2012年2月6日発売[158]、ISBN 978-4-06-376615-8
  2. 2012年3月6日発売[159]、ISBN 978-4-06-376618-9
  3. 2012年4月6日発売[160]、ISBN 978-4-06-376620-2
- 矢口高雄 『釣りキチ三平 クラシック』 講談社〈講談社プラチナコミックス〉、全25巻
  1. 「水のプリンセス / カルデラの青鮒」2013年5月8日発売[161]、ISBN 978-4-06-377788-8
  2. 「夜泣谷の怪物」2013年6月12日発売[162]、ISBN 978-4-06-377809-0
  3. 「三日月湖の野鯉」2013年7月10日発売[163]、ISBN 978-4-06-377825-0
  4. 「毛バリの神サマ」2013年8月16日発売[164]、ISBN 978-4-06-377848-9
  5. 「O池の滝太郎」2013年9月11日発売[165]、ISBN 978-4-06-377863-2
  6. 「磯の王者」2013年10月9日発売[166]、ISBN 978-4-06-377884-7
  7. 「シロギスの涙 シャークのジン編」2013年12月11日発売[167]、ISBN 978-4-06-377917-2
  8. 「シロギスの涙 無名島の決戦編」2013年6月12日発売[168]、ISBN 978-4-06-377809-0
  9. 「イトウの原野 谷地坊主登場編」2014年1月15日発売[169]、ISBN 978-4-06-377936-3
  10. 「イトウの原野 湿原の激闘編」2014年2月12日発売[170]、ISBN 978-4-06-377947-9
  11. 「有明海のムツゴロウ」2014年3月12日発売[171]、ISBN 978-4-06-377960-8
  12. 「カナダのサーモンダービー 天才少年・サム編」2014年4月9日発売[172]、ISBN 978-4-06-377971-4
  13. 「カナダのサーモンダービー キングは誰の手に！？編」2014年5月14日発売[173]、ISBN 978-4-06-377984-4
  14. 「山上湖の舞姫 コバルトの魚編」2014年6月11日発売[174]、ISBN 978-4-06-378001-7
  15. 「山上湖の舞姫 デカバルト編」2014年7月9日発売[175]、ISBN 978-4-06-378017-8
  16. 「ハワイのブルーマーリン キャプテン・エイハブ編」2014年8月12日発売[176]、ISBN 978-4-06-378031-4
  17. 「ハワイのブルーマーリン デビル・ソード編」2014年9月10日発売[177]、ISBN 978-4-06-378053-6
  18. 「茜屋流小鷹網 妙技・小鷹網編」2014年10月8日発売[178]、ISBN 978-4-06-378068-0
  19. 「茜屋流小鷹網 秘伝・火入れ漁編」2014年11月12日発売[179]、ISBN 978-4-06-378082-6
  20. 「ニンフの誘惑 アメリカからのコーチ編」2014年12月10日発売[180]、ISBN 978-4-06-378099-4
  21. 「ニンフの誘惑 闇に咲く黄金編」2015年1月14日発売[181]、ISBN 978-4-06-385616-3
  22. 「落ち鮎のコロガシ釣り / 忙中閑あり」2015年2月10日発売[182]、ISBN 978-4-06-385623-1
  23. 「四万十川のアカメ」2015年3月11日発売[183]、ISBN 978-4-06-385637-8
  24. 「呪い浮子」2015年4月8日発売[184]、ISBN 978-4-06-385646-0
  25. 「釣りキチ同盟」2015年5月13日発売[185]、ISBN 978-4-06-385659-0
- 矢口高雄 『釣りキチ三平 魚紳セレクション』 講談社〈講談社プラチナコミックス〉、全2巻
  1. 「三日月湖の野鯉」2018年10月10日発売[186]、ISBN 978-4-06-513967-7
  2. 「磯の王者」2019年2月13日発売[187]、ISBN 978-4-06-515376-5

### 文庫版
- 矢口高雄 『釣りキチ三平』 講談社〈講談社漫画文庫〉、全16巻
  1. 2000年7月12日発売[188]、ISBN 4-06-260781-6
  2. 2000年7月12日発売[189]、ISBN 4-06-260782-4
  3. 2000年8月8日発売[190]、ISBN 4-06-260803-0
  4. 2000年8月8日発売[191]、ISBN 4-06-260804-9
  5. 2000年9月12日発売[192]、ISBN 4-06-260811-1
  6. 2000年9月12日発売[193]、ISBN 4-06-260812-X
  7. 2000年10月12日発売[194]、ISBN 4-06-260836-7
  8. 2000年10月12日発売[195]、ISBN 4-06-260837-5
  9. 2000年11月10日発売[196]、ISBN 4-06-260850-2
  10. 2000年11月10日発売[197]、ISBN 4-06-260851-0
  11. 2000年12月12日発売[198]、ISBN 4-06-260862-6
  12. 2000年12月12日発売[199]、ISBN 4-06-260863-4
  13. 2001年1月12日発売[200]、ISBN 4-06-260882-0
  14. 2001年1月12日発売[201]、ISBN 4-06-260883-9
  15. 2001年2月9日発売[202]、ISBN 4-06-260905-3
  16. 2001年2月9日発売[203]、ISBN 4-06-260906-1
- 矢口高雄 『釣りキチ三平 海釣りselection』 講談社〈講談社漫画文庫〉、全11巻
  1. 2001年3月9日発売[204]、ISBN 4-06-260931-2
  2. 2001年3月9日発売[205]、ISBN 4-06-260932-0
  3. 2001年4月12日発売[206]、ISBN 4-06-260954-1
  4. 2001年4月12日発売[207]、ISBN 4-06-260955-X
  5. 2001年5月11日発売[208]、ISBN 4-06-260971-1
  6. 2001年5月11日発売[209]、ISBN 4-06-260972-X
  7. 2001年6月12日発売[210]、ISBN 4-06-260992-4
  8. 2001年6月12日発売[211]、ISBN 4-06-260993-2
  9. 2001年7月12日発売[212]、ISBN 4-06-360012-2
  10. 2001年7月12日発売[213]、ISBN 4-06-360013-0
  11. 2001年8月8日発売[214]、ISBN 4-06-360071-8
- 矢口高雄 『釣りキチ三平 湖沼釣りselection』 講談社〈講談社漫画文庫〉、全12巻
  1. 2001年9月12日発売[215]、ISBN 4-06-360079-3
  2. 2001年9月12日発売[216]、ISBN 4-06-360080-7
  3. 2001年10月12日発売[217]、ISBN 4-06-360091-2
  4. 2001年10月12日発売[218]、ISBN 4-06-360092-0
  5. 2001年11月9日発売[219]、ISBN 4-06-360109-9
  6. 2001年11月9日発売[220]、ISBN 4-06-360110-2
  7. 2001年12月12日発売[221]、ISBN 4-06-360127-7
  8. 2001年12月12日発売[222]、ISBN 4-06-360128-5
  9. 2002年1月11日発売[223]、ISBN 4-06-360141-2
  10. 2002年1月11日発売[224]、ISBN 4-06-360142-0
  11. 2002年2月8日発売[225]、ISBN 4-06-360151-X
  12. 2002年2月8日発売[226]、ISBN 4-06-360152-8
- 矢口高雄 『釣りキチ三平 平成版』 講談社〈講談社漫画文庫〉、全10巻
  1. 「地底湖のキノシリマス」2009年2月6日発売[227]、ISBN 978-4-06-370620-8
  2. 「天狗森の巨大魚」2009年2月6日発売[228]、ISBN 978-4-06-370621-5
  3. 「鮎の夏2002」2009年3月10日発売[229]、ISBN 978-4-06-370629-1
  4. 「赤沢堤の主」2009年4月8日発売[230]、ISBN 978-4-06-370643-7
  5. 「カムチャツカ編 1」2014年8月12日発売[231]、ISBN 978-4-06-385002-4
  6. 「カムチャツカ編 2」2014年9月12日発売[232]、ISBN 978-4-06-385003-1
  7. 「カムチャツカ編 3」2014年10月10日発売[233]、ISBN 978-4-06-385004-8
  8. 「カムチャツカ編 4」2014年11月12日発売[234]、ISBN 978-4-06-385005-5
  9. 「カムチャツカ編 5」2014年12月12日発売[235]、ISBN 978-4-06-385006-2
  10. 「御座の石 / 能登のタコすかし」2015年1月9日発売[236]、ISBN 978-4-06-385007-9

### 関連書籍
- 『釣りキチ旅日記』1986年8月8日発売[237]、ISBN 4-06-183822-9
- 『釣りキチ三平中国を行く』1987年10月15日発売[238]、ISBN 4-06-184091-6
- 『ボクの学校は山と川』11993年10月6日発売[239]、ISBN 4-06-185425-9
- 『ボクの先生は山と川』1995年7月6日発売[240]、ISBN 4-06-263019-2
- 矢口高雄（著） / 副田義也（解説） 『螢雪時代 ボクの中学生日記』 講談社〈講談社文庫〉、全5巻
  1. 1999年3月12日発売[241]、ISBN 4-06-264509-2
  2. 1999年4月15日発売[242]、ISBN 4-06-264510-6
  3. 1999年5月14日発売[243]、ISBN 4-06-264564-5
  4. 1999年6月15日発売[244]、ISBN 4-06-264565-3
  5. 1999年7月15日発売[245]、ISBN 4-06-264582-3
- 『釣りキチ三平 額装用ポスター＆複製原画セット』2002年12月13日発売[246]、ISBN 4-06-330185-0
- 『釣りキチ三平 釣れる極意 海編』2005年3月11日発売[247]、ISBN 4-06-330185-0
- 『釣りキチ三平の釣れづれの記 平成版記』2008年9月19日発売[248]、ISBN 978-4-06-364730-3
- 『釣りキチ三平の釣れづれの記 青春奮闘編』1986年8月8日発売[249]、ISBN 978-4-06-281288-7

## テレビアニメ
1980年4月7日から1982年6月28日まで、フジテレビ系にてテレビアニメが放送された。制作は日本アニメーション。全109話。放送時間などの関係で内容の短縮や登場人物が異なる場合もあるが、基本的には原作を忠実にアニメ化している。ただし、『湖の殺し屋ブラックバス』（73話）や『ワカサギの氷穴釣り』（82話）など、原作から大幅に脚色が加えられたエピソードや、『驟雨のオトリアユ』（62話）のように2つのエピソード（『鮎の夏』のPART 1とPART 2）を融合したものもある。また『釣り堀奮戦記』（80話）はアニメオリジナルのエピソード。
三平の父、平の存在は『𩹷の原野』（24～26話）や『有明海のムツゴロウ』（40～42話）など、原作に準じたエピソードで触れられていて、『紅葉堤の大ニジマス』（74話）では平本人らしき人物も登場しているが、原作終盤の『呪い浮子』や『釣りキチ同盟』など、三平と平との親子関係が明らかになるエピソードが描かれる前にアニメが終了してしまったため、尻切れに終わっている。
2009年1月よりテレビ東京にて、実写版映画公開記念として火曜深夜25:30から傑作選が放送された。放送順は順不同で、映画宣伝情報をインサートするためにエンディングはカットされた。

### キャスト
- 三平 三平 - 野沢雅子
- 鮎川 魚紳 - 野沢那智
- 高山 ユリ - 白石冬美（第3話から）
- 三平 一平 - 宮内幸平、大久保正信（第53話他。宮内の代役）
- 加瀬 正治 - 山本圭子（第37話から）
- 主なゲスト声優 - 青野武、神保なおみ、吉田理保子、増岡弘、千葉繁、柴田秀勝、佐藤正治、塩沢兼人など

### スタッフ
- 製作：本橋浩一
- 製作管理：高桑充
- 企画：佐藤昭司
- 構成：岡部英二
- 脚本：田村多津夫、富田祐弘、馬嶋満、他
- 作画監督：向中野義雄、岡迫亘弘、小島秀人、遠藤裕一、大坂竹志、石之博和、杉崎悠樹、小湊昇、谷口守泰、水村十司、西城隆詞、泉口薫、金沢比呂司、飯野皓、他
- 原画：梶谷光春、高橋明信、尾鷲英俊、山口聡、島田英明、長谷川憲生、林秀夫、金田正治、他
- 動画：土肥一宏、堀口広、中島京子、南部あきこ、西村絵里子、阿部毅彦、池上裕之、前田大三、浜野裕治、安達晶彦、他
- 美術監督：千葉秀雄
- 背景：小泉壮平、田沢英夫、荒井和広、吉沢正樹、他
- 色指定：北村喜久子
- 撮影監督：萩原亨→森田俊昭
- 編集：岡安肇、小野寺桂子
- 現像：東京現像所
- 音楽：曽根幸明、山本寛之
- 録音監督：小松亘弘
- 音響効果：森賢一
- 調整：田中英行
- 録音スタジオ：映広音響
- チーフディレクター：岡部英二、新田義方
- 絵コンテ/演出：新田義方、中野健治、岡部英二、原田益次、竹内啓雄、康村正一、山崎勝彦、殿河内勝、小華和ためお、鈴木要、清水とおる、山口泰弘、松浦錠平、横田和善、野田作次郎、黒川文男、荻原享、宮崎一哉、佐々木正宏、棚橋一徳、千秋ひろし、腰繁男、他
- プロデューサー：中島順三、渡辺忠美、増子相二郎、遠藤重夫
- 制作担当：田中三千哉、横尾潔、小川武司、他
- 制作協力：土田プロダクション、トランス・アーツ、タマ・プロダクション
- 制作：日本アニメーション、フジテレビ

### 主題歌
オープニングテーマ - 『若き旅人』
エンディングテーマ - 『俺は釣りキチ三平だ』
作詞 - 石坂まさを / 作曲・編曲 - 曽根幸明 / 歌 -富田伊知郎（MOJO）
（レーベル - CBS・ソニー）

### 放送リスト
| 話数 | 放送日        | サブタイトル                            | 絵コンテ     | 演出         | 作画監督   |
| ---- | ------------- | --------------------------------------- | ------------ | ------------ | ---------- |
| 1    | 1980年 4月7日 | 夜泣き谷の怪物1 鳴神淵の黒い影          | 小華和ためお | 小華和ためお | (不明)     |
| 2    | 4月14日       | 夜泣き谷の怪物2 左膳岩魚が翔んだ        | 小華和ためお | 小華和ためお | (不明)     |
| 3    | 4月21日       | カルデラの青鮒1 青い沼のミステリー      | 小華和ためお | 小華和ためお | (不明)     |
| 4    | 4月28日       | カルデラの青鮒2 幻の青いウロコ          | 岡部英二     | 小華和ためお | (不明)     |
| 5    | 5月5日        | カルデラの青鮒3 挑戦!青い巨ベラ         | 原田益次     | 小華和ためお | (不明)     |
| 6    | 5月12日       | 三日月湖の野鯉1 お化けカッパの正体      | 岡部英二     | 原田益次     | (不明)     |
| 7    | 5月19日       | 三日月湖の野鯉2 魚紳さん勝負だ!         | 原田益次     | 原田益次     | (不明)     |
| 8    | 5月26日       | 三日月湖の野鯉3 決死のドロボー釣り      | 岡部英二     | 原田益次     | (不明)     |
| 9    | 6月2日        | 三ツ又池のギャング                      | 岡部英二     | 小華和ためお | (不明)     |
| 10   | 6月9日        | 毛バリの神サマ1 かげろうの舞い          | 岡部英二     | 原田益次     | (不明)     |
| 11   | 6月16日       | 毛バリの神サマ2 毛バリたたきの謎        | 原田益次     | 原田益次     | (不明)     |
| 12   | 6月23日       | 毛バリの神サマ3 毛バリ山人石化けの術    | 岡部英二     | 原田益次     | (不明)     |
| 13   | 6月30日       | ゴロ引きゴンベ                          | 小華和ためお | 小華和ためお | (不明)     |
| 14   | 7月7日        | O池の滝太郎1 ヒット!ルアーが踊る        | 岡部英二     | 小華和ためお | (不明)     |
| 15   | 7月14日       | O池の滝太郎2 ムカシ岩魚の怪!            | 原田益次     | 小華和ためお | (不明)     |
| 16   | 7月21日       | O池の滝太郎3 さらば!幻の滝太郎          | 小華和ためお | 小華和ためお | (不明)     |
| 17   | 7月28日       | 磯の王者1 三平!はじめての海             | 岡部英二     | 原田益次     | (不明)     |
| 18   | 8月4日        | 磯の王者2 砕かれたサングラス            | 山口和十八   | 原田益次     | (不明)     |
| 19   | 8月11日       | 磯の王者3 来たぞ!イシダイ!三段引き!     | 原田益次     | 原田益次     | (不明)     |
| 20   | 8月18日       | シロギスの涙1 シャークのジンの得意技    | 岡部英二     | 小華和ためお | (不明)     |
| 21   | 8月25日       | シロギスの涙2 ロッドが唸る!無名島       | 岡部英二     | 小華和ためお | (不明)     |
| 22   | 9月1日        | シロギスの涙3 激突!シャーク対フルターン | 小華和ためお | 小華和ためお | (不明)     |
| 23   | 9月8日        | シロギスの涙4 泣くなチャンピオン!       | 原田益次     | 小華和ためお | (不明)     |
| 24   | 9月15日       | 𩹷の原野1 湿原の怪人!谷地坊主           | 浦井恭       | 原田益次     | (不明)     |
| 25   | 9月22日       | 𩹷の原野2 野ネズミルアーに迫る影        | 岡部英二     | 原田益次     | (不明)     |
| 26   | 9月29日       | 𩹷の原野3 湿原の大決戦!                 | 原田益次     | 原田益次     | (不明)     |
| 27   | 10月6日       | メッコ岩魚の怪                          | 小華和ためお | (不明)       | 遠藤裕一   |
| 28   | 10月13日      | 釣り場の子ギツネ                        | 岡部英二     | (不明)       | (不明)     |
| 29   | 10月20日      | カジカの夜突き                          | 竹内啓雄     | (不明)       | 大坂竹志   |
| 30   | 10月27日      | 三角瀞の主                              | 小華和為雄   | (不明)       | (不明)     |
| 31   | 11月3日       | ススキ川原エレジー                      | 原田益次     | (不明)       | 小湊昇     |
| 32   | 11月10日      | 蕪渡しの草魚                            | 岡部英二     | (不明)       | (不明)     |
| 33   | 11月17日      | 小さなビッグゲーム                      | 小華和為雄   | (不明)       | (不明)     |
| 34   | 11月24日      | 怨み竿                                  | 殿河内勝     | (不明)       | (不明)     |
| 35   | 12月1日       | 幽沼の羽衣鮒                            | 岡部英二     | (不明)       | 杉崎悠樹   |
| 36   | 12月8日       | 古沼の大怪魚                            | 鈴木要       | (不明)       | 小湊昇     |
| 37   | 12月15日      | おっぽり沼の緋鮒                        | 殿河内勝     | (不明)       | (不明)     |
| 38   | 12月22日      | 坊主沢の沢坊主                          | 康村正一     | (不明)       | (不明)     |
| 39   | 12月29日      | 焼沼の宇宙ブナ                          | 鈴木要       | (不明)       | 杉崎悠樹   |
| 40   | 1981年 1月5日 | 有明海のムツゴロウ その1                | 中野健治     | (不明)       | 小湊昇     |
| 41   | 1月12日       | 有明海のムツゴロウ その2                | 松浦錠平     | (不明)       | 西城隆詞   |
| 42   | 1月19日       | 有明海のムツゴロウ その3                | 中野健治     | (不明)       | 水村十司   |
| 43   | 1月26日       | カナダのサーモンダービー その1          | 鈴木要       | (不明)       | 西城隆詞   |
| 44   | 2月2日        | カナダのサーモンダービー その2          | 横沢和芙     | (不明)       | 石之博和   |
| 45   | 2月9日        | カナダのサーモンダービー その3          | 野田作樹     | (不明)       | 小湊昇     |
| 46   | 2月16日       | 山上湖の舞姫 その1                      | 中野健治     | (不明)       | (不明)     |
| 47   | 2月23日       | 山上湖の舞姫 その2                      | 横沢和芙     | (不明)       | 水村十司   |
| 48   | 3月2日        | 山上湖の舞姫 その3                      | 黒川文男     | (不明)       | 西城隆詞   |
| 49   | 3月9日        | RCフィッシング                          | 荻原享       | (不明)       | 水村十司   |
| 50   | 3月16日       | 桜吹雪カラス鯉                          | 中野健治     | (不明)       | 西城隆詞   |
| 51   | 3月23日       | ライギョ対ミサゴ王者の対決              | 黒川文男     | (不明)       | 泉口薫     |
| 52   | 3月30日       | 黄金の鯉 前編                           | 山崎勝彦     | (不明)       | 水村十司   |
| 53   | 4月6日        | 黄金の鯉 後編                           | 中野健治     | (不明)       | 西城隆詞   |
| 54   | 4月13日       | ハワイのブルーマーリン その1            | 清水とおる   | (不明)       | 西城隆詞   |
| 55   | 4月20日       | ハワイのブルーマーリン その2            | 中野健治     | (不明)       | 水村十司   |
| 56   | 4月27日       | ハワイのブルーマーリン その3            | 佐々木正宏   | (不明)       | 西城隆詞   |
| 57   | 5月4日        | ハワイのブルーマーリン その4            | 中野健治     | (不明)       | 西城隆詞   |
| 58   | 5月11日       | 手形沼の指切り魚                        | 中野健治     | (不明)       | 水村十司   |
| 59   | 5月18日       | 竜神滝の竜 前編                         | 黒川文男     | (不明)       | 泉口薫     |
| 60   | 5月25日       | 竜神滝の竜 後編                         | 黒川文男     | (不明)       | 泉口薫     |
| 61   | 6月1日        | 蝉しぐれのブラウン                      | 千秋ひろし   | (不明)       | 西城隆詞   |
| 62   | 6月8日        | 驟雨のオトリアユ                        | 森下要       | (不明)       | 水村十司   |
| 63   | 6月15日       | 釣犬ハチ公 前編                         | 中野健治     | (不明)       | 水村十司   |
| 64   | 6月22日       | 釣犬ハチ公 後編                         | 千秋ひろし   | (不明)       | 西城隆詞   |
| 65   | 6月29日       | しぐれ谷の化物イワナ                    | 黒川文男     | (不明)       | 泉口薫     |
| 66   | 7月6日        | 簗川流簗秘伝                            | 森下要       | (不明)       | 水村十司   |
| 67   | 7月13日       | 三平式珍ドウ作戦                        | 千秋ひろし   | (不明)       | 西城隆詞   |
| 68   | 7月20日       | お里鮒伝説                              | 中野健治     | (不明)       | 水村十司   |
| 69   | 7月27日       | 茜屋流小鷹網 幻の投網の巻               | 中野健治     | (不明)       | 西城隆詞   |
| 70   | 8月3日        | 茜屋流小鷹網 紀ノ川の巻                 | 中野健治     | (不明)       | (不明)     |
| 71   | 8月10日       | 茜屋流小鷹網 鬼手仏心の巻               | 中野健治     | (不明)       | 水村十司   |
| 72   | 8月17日       | ガッチンがん鉄                          | 腰繁男       | (不明)       | 水村十司   |
| 73   | 8月24日       | 湖の殺し屋ブラックバス                  | 千秋ひろし   | (不明)       | 西城隆詞   |
| 74   | 8月31日       | 紅葉堤の大ニジマス                      | 中野健治     | (不明)       | 西城隆詞   |
| 75   | 9月7日        | 太郎沼の巨鯉                            | 岡部英二     | (不明)       | 東誠子     |
| 76   | 9月14日       | フィッシングかあちゃん                  | 内田有紀彦   | (不明)       | (不明)     |
| 77   | 9月21日       | トモ釣り伝授                            | 岡部英二     | (不明)       | (不明)     |
| 78   | 9月28日       | 黄金谷のキンイワナ                      | 長尾粛       | 長尾粛       | 東誠子     |
| 79   | 10月5日       | アカブチと幻の名竿                      | 内田有紀彦   | 岡崎幸男     | 谷口守泰   |
| 80   | 10月12日      | 釣り堀奮戦記                            | 森下要       | 荻原享       | (不明)     |
| 81   | 10月19日      | イワナ大移植作戦                        | 長尾粛       | 長尾粛       | (不明)     |
| 82   | 10月26日      | ワカサギの氷穴釣り                      | 岡崎幸男     | 岡崎幸男     | 東誠子     |
| 83   | 11月2日       | 尺バヤのアカネ釣り                      | 内田有紀彦   | 荻原享       | (不明)     |
| 84   | 11月9日       | ペンペン釣りとポカン釣り                | 長尾粛       | 長尾粛       | 山口聰     |
| 85   | 11月16日      | クキのドン突き                          | 岡部英二     | 岡崎幸男     | (不明)     |
| 86   | 11月23日      | 幻の大魚コクレン                        | 荻原享       | 荻原享       | 東誠子     |
| 87   | 11月30日      | 火の石の謎                              | 長尾粛       | 長尾粛       | (不明)     |
| 88   | 12月7日       | 念珠湖のネッシー                        | 岡崎幸男     | 岡崎幸男     | (不明)     |
| 89   | 12月14日      | 石化け                                  | 荻原享       | 荻原享       | 東誠子     |
| 90   | 12月21日      | 巨鯉釣り大作戦                          | 長尾粛       | 長尾粛       | (不明)     |
| 91   | 12月28日      | 秘技!ススキ釣り                         | 岡崎幸男     | 岡崎幸男     | 山口聰     |
| 92   | 1982年 1月4日 | 黄金のマス・ゴールデントラウト          | 荻原享       | 荻原享       | (不明)     |
| 93   | 1月11日       | ニンフの誘惑                            | 長尾粛       | 長尾粛       | 東誠子     |
| 94   | 1月18日       | カラクサ模様の怪魚                      | 岡部英二     | 岡崎幸男     | (不明)     |
| 95   | 1月25日       | 水のプリンセス                          | 荻原享       | 荻原享       | (不明)     |
| 96   | 2月1日        | 渓流の魔術師ヤマセミ                    | 長尾粛       | 長尾粛       | 山口聰     |
| 97   | 2月8日        | 若鮎たちの夏                            | 岡部英二     | 岡崎幸男     | 東誠子     |
| 98   | 2月15日       | 湿原の王者イトウ釣り                    | 岡部英二     | 岡崎幸男     | 山口聰     |
| 99   | 2月22日       | 襲われたイワナ密漁者                    | 黒川文男     | 岡崎幸男     | 飯野皓     |
| 100  | 3月1日        | 熊撃ちマタギの三四郎                    | 岡部英二     | 長尾粛       | 東誠子     |
| 101  | 3月8日        | 寒バヤのアシ竿釣り                      | 杉山卓       | 馬場健       | 向中野義雄 |
| 102  | 3月15日       | ドン突き!たまきんトリオ                 | 岡部英二     | 岡崎幸男     | 山口聰     |
| 103  | 3月22日       | ドン突き!三平（秘）作戦                 | 杉山卓       | 馬場健       | 大坂竹志   |
| 104  | 3月29日       | 春の小川・ギンブナ騒動                  | 岡部英二     | 岡崎幸男     | 東誠子     |
| 105  | 4月5日        | 落鮎のコロガシ釣り                      | 杉山卓       | 馬場健       | 飯野皓     |
| 106  | 4月12日       | 呪い谷の怪奇魚                          | 黒川文男     | 岡崎幸男     | 山口聰     |
| 107  | 4月19日       | カジカの夜突き・蛍火の謎                | 岡部英二     | 馬場健       | 向中野義雄 |
| 108  | 4月26日       | ケダニ先生奮戦記                        | 岡部英二     | 岡崎幸男     | 東誠子     |
| 109  | 5月3日        | 大空へはばたけ、三平!                   | 岡部英二     | 馬場健       | 大坂竹志   |

### 放送局
出典は個別に提示されているものを除き、右記のものを使用する。
- フジテレビ：月曜 19:00 - 19:30
- 北海道文化放送：月曜 19:00 - 19:30
- 青森テレビ 木曜 17:30 - 18:00
- 岩手放送：日曜 6:45 - 7:15[251]
- 秋田テレビ：火曜 17:00 - 17:30
- 山形テレビ：日曜 8:30 - 9:00（1980年時点）[252]→日曜 9:30 - 10:00（1981年時点）[253]
- 仙台放送：月曜 19:00 - 19:30[254]
- 福島テレビ：月曜 17:00 - 17:30（1981年2月 - 3月）→ 月曜 17:20 - 17:50（1981年4月から）[255]
- 新潟総合テレビ：木曜 16:55 - 17:25 [256]
- 長野放送：月曜 19:00 - 19:30（1980年10月から）[257]
- 山梨放送：火曜 17:00 - 17:30
- 富山テレビ：火曜 16:50 - 17:20
- 石川テレビ：土曜 7:30 - 8:00（1981年2月27日から同年9月26日まで）[258] →日曜 9:30 - 10:00（1981年11月時点）
- 福井テレビ：日曜 8:30 - 9:00
- テレビ静岡：月曜 19:00 - 19:30
- 東海テレビ：月曜 19:00 - 19:30
- 関西テレビ：月曜 19:00 - 19:30（1980年時点）[252]→金曜 17:30 - 18:00（1981年時点）
- 岡山放送：月曜 19:00 - 19:30
- テレビ新広島：月曜 19:00 - 19:30
- 高知放送：土曜 17:00 - 17:30
- テレビ西日本：月曜 19:00 - 19:30
- サガテレビ：月曜 19:00 - 19:30
- テレビ長崎：月曜 18:30 - 19:00（1980年時点）[252]→月曜 17:30 - 18:00（1981年時点）
- 鹿児島テレビ：火曜 17:15 - 17:45
- 沖縄テレビ：月曜 17:30 - 18:00

| フジテレビ 月曜19時前半枠   | フジテレビ 月曜19時前半枠 | フジテレビ 月曜19時前半枠       |
| 前番組                      | 番組名                    | 次番組                          |
| --------------------------- | ------------------------- | ------------------------------- |
| それいけ!実験クイズ         | 釣りキチ三平              | セーラー服と機関銃 （ドラマ版） |
| テレビ東京系 火曜25時台後半 |                           |                                 |
| ケータイ捜査官7 （再放送）  | 釣りキチ三平 （傑作選）   | 夜の名店街                      |

### DVD
- 2002年発売
  - 釣りキチ三平 DVD‐BOX 1
  - 釣りキチ三平 DVD‐BOX 2
  - 釣りキチ三平 DVD‐BOX 3
- 2017年発売
  - 釣りキチ三平 DVD‐BOX デジタルリマスター版 BOX1
  - 釣りキチ三平 DVD‐BOX デジタルリマスター版 BOX2

## OVA
OVA『まんがビデオシリーズ 釣りキチ三平』が2001年4月6日にマクセル・イーキューブより発売された。VHSでのみ発売されている。監督は池上和誉。『まんがビデオシリーズ』は厳密にはOVAでなく、漫画の画像（静止画）に音声と演出を加えたものである。

### キャスト
- 三平 三平 - くまいもとこ
- 三平 一平 - 八木光生
- 高山 ユリ - 西村ちなみ
- 佐吉 - 川久保潔

## 実写映画
2008年、東映による実写映画の製作が発表され、同年7月より秋田県横手市・湯沢市・雄勝郡東成瀬村・由利本荘市においてロケ撮影が開始され、9月下旬にクランクアップした。日本では2009年3月20日に公開された。本作の初の実写作品である。
監督の滝田洋二郎は、本作の公開直前に前作『おくりびと』がアカデミー賞 外国語映画賞を受賞し、図らずも本作が“アカデミー受賞後に公開する最初の監督作品”となった。東映はアカデミー効果を受け、第62回カンヌ映画祭にて『釣りキチ』を上映し、また多数の国へ配給する計画を発表している。

### あらすじ
米国で活躍するバス釣りのプロ・鮎川魚紳はスランプに陥り、日本に一時帰国していた。全国を巡る釣り行脚の道中、秋田県のある川で行われた鮎釣り大会で、圧倒的な成績を収めた三平・一平たちを見て声をかける。3人はすぐに意気投合し、鮎川は三平家に宿を取る。その際に「夜鳴き谷の怪物」と呼ばれる怪魚の話が持ち上がる。鮎川が一時帰国したのは、その「怪物」の伝説を確かめるためでもあった。東京から急に帰省してきた三平の姉・愛子も交えて、一行は伝説を確かめるために「夜鳴き谷」へと向かう。

### キャスト
- 三平 三平 - 須賀健太
- 鮎川 魚紳 - 塚本高史
- 三平 愛子[注 8] - 香椎由宇
- 高山 ゆり - 土屋太鳳
- 松山 - 小宮孝泰
- 竹田 - 志村東吾
- 梅沢 - 安居剣一郎
- 平賀雅臣
- 中西良太
- 片桐竜次
- 駐在 - 螢雪次朗
- 三平 平 - 萩原聖人
- 三平 一平 - 渡瀬恒彦

### スタッフ
詳細なデータはテンプレートを参照。
- 監督 - 滝田洋二郎
- 音楽 - 海田庄吾
- VFX - 白組
- 製作委員会 - 東映、白組、テレビ東京、バップ、木下工務店、東映ビデオ、ジェイアール東日本企画、Yahoo! Japan、河北新報社、東日本放送、秋田魁新報社
- 制作・配給 - 東映

### リンク
- 映画「釣りキチ三平」公式サイト

## パチンコ・パチスロ
パチンコ
- CR釣りキチ三平（2004年、豊丸産業）
- CR釣りキチ三平（2009年、平和）
- CR釣りキチ三平（2015年、豊丸産業）

パチスロ
- サンペイ（2001年、サミー）

## モバイルアプリ
ソーシャルゲーム
- 釣りキチ三平　ぬしコレクション（2011年、インデックス） - 基本プレイ無料のアイテム課金制。

その他
- 釣りキチ三平　イトウ釣り編（2002年、ナツメ[260]） - 講談社モバイル会員向け
- 釣りキチ三平　フィッシングランド（2002年、ナツメ[260][261]） - 講談社モバイル会員向け

## 施設
2009年の実写映画化の際に秋田県五城目町馬場目の「三平の家」を再現した古民家でロケが行われ、ロケ終了後に観光客向けに公開されていたが、2021年11月に閉館した。その後、2022年4月に杉沢交流センター友愛館（五城目町馬場目字杉沢下台59-1）内に「三平の家」の一室を再現した展示スペースが完成し、映画の台本など関連資料も展示している。

## 備考

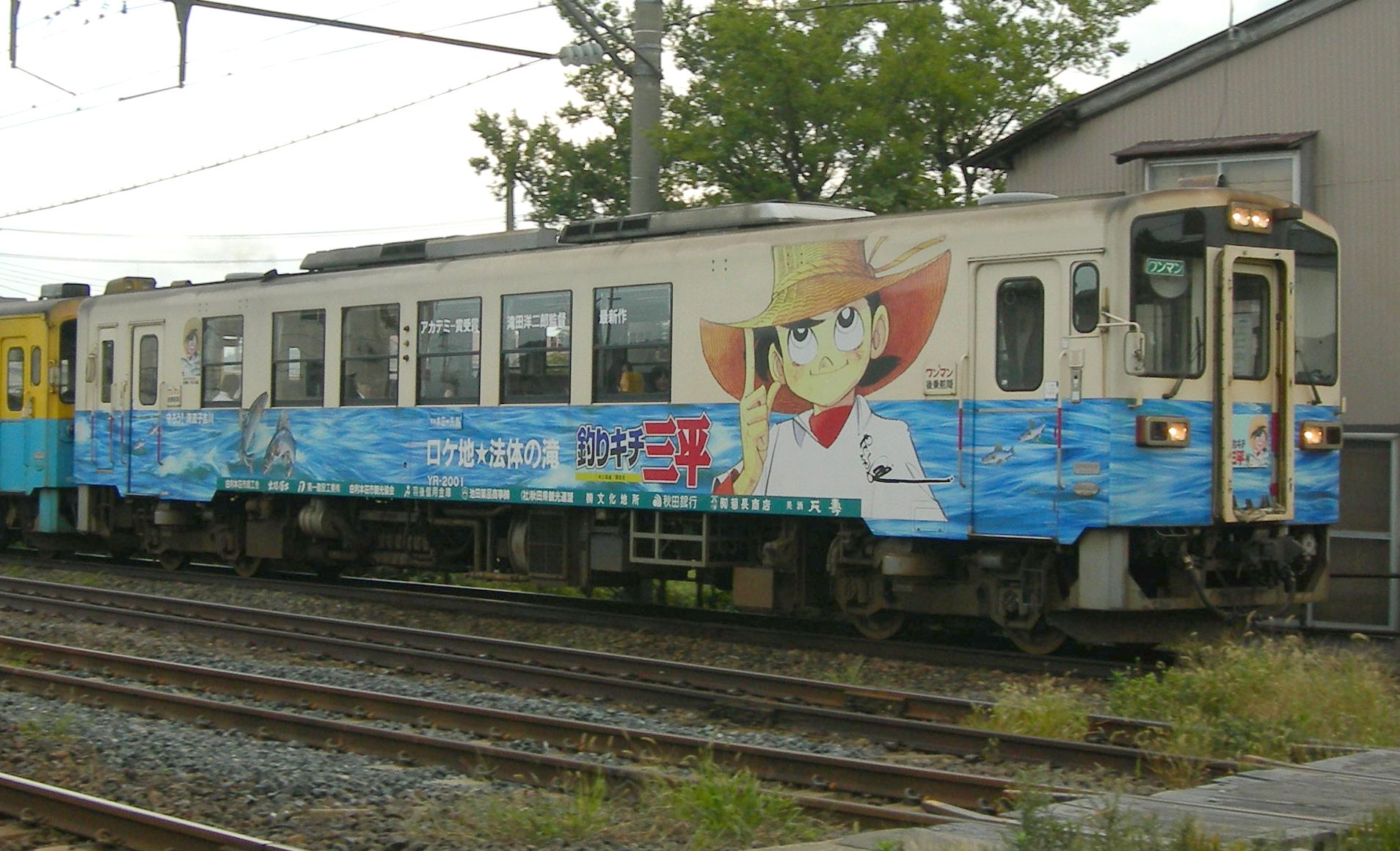
釣りキチ三平号

実写映画版のポスター

- 劇場版のロケ地にちなみ、由利高原鉄道鳥海山ろく線で「釣りキチ三平号」（YR-2000形2001号を使用）が2009年3月20日から2011年3月20日まで運行された[263][264]。
- 秋田中央交通が運営している秋田市内を走るバス（秋田東営業所所属のバスのうち一部）の中には、車体に大きく三平の絵が描かれた『三平バス』が存在している。
- 秋田空港国内線ターミナルビル2階出発ロビーに矢口の原画を基にした縦3.5メートル、横6.7メートルの陶製レリーフ「釣りキチ三平・山魚女群泳」が設置され、2016年10月2日に除幕式が行われた[265]。
- 2003年5月4日に『釣りキチ三平』の連載開始から30年を記念して、本作の主人公・三平三平が矢口高雄の出身地である秋田県平鹿郡増田町民として住民登録された。本籍・住所は矢口高雄の実家、続柄は矢口高雄の子とされている。生年月日は昭和48年7月6日と記されているが、これは『週刊少年マガジン』で本作の連載が開始された日であり、作中での本当の生年月日は不明である。
- 2023年に秋田放送が実施する「あきた海ごみゼロプロジェクト」のマスコットキャラクターとして、4頭身の三平の着ぐるみが制作され、ゴミ拾いイベントでお披露目となった[266]。
- 矢口は子供用の魚釣り入門書『よくつれる！ 超カンタンつり入門』シリーズ（発行：金の星社）の監修および表紙絵を担当している。
- テレビアニメ化される以前の1979年2月21日に、キングレコードから漫画のイメージソングとしてシングル『釣りキチ三平の歌』（歌：矢口高雄、フリーザー）が発売されている。B面は『三平の釣り日記』（歌：伊藤洋一）。
- 講談社コミックス版のレーベルは1巻から15巻までが「KC」、16巻以降は「KCM」である。
- 講談社コミックス版の単行本の完結後すぐにKCスペシャル版の単行本の刊行が始まったため、全65巻（番外編2巻も含めると全67巻）に及ぶ講談社コミックス版は2年足らずのうちに絶版になってしまった。出版から絶版までの期間が短い後半（特に50巻以降）巻はめったに古本市場には流通せず稀少性が高く、そのため、「単品購入で集めると10年掛かっても揃えることはできない」とまで言われている。ちなみに、講談社コミックス版を全巻揃えると一冊あたり1000 - 1500円にもなる（2006年現在の相場）。
- ラジオパーソナリティの伊集院光は、ラジオ番組などでこの作品に言及する際に「釣りマニア三平」「釣り著しく好き三平」などと呼ぶことがある。これは、言葉狩りの風潮に対する彼なりの皮肉（を含むギャグ）といえる。